# Joinville
Joinville es un municipio brasileño del estado de Santa Catarina. Tiene una población censada al 2022 de 720 113 habitantes. Pertenece a la Región metropolitana del Nornordeste Catarinense. Es la ciudad más poblada del estado, por delante de la capital Florianópolis, y es la tercera ciudad más poblada del Sur de Brasil por detrás de Porto Alegre y Curitiba.
Con un IDH muy alto entre los municipios brasileños, Joinville fue considerada la mejor ciudad brasileña para vivir en 2022 por la revista Istoé. La ciudad es conocida por el Festival de Danza de Joinville, uno de los festivales de danza más grandes del mundo, la Escuela de Teatro Bolshoi de Brasil, fundada en 2000 es la única filial del Teatro Bolshoi del mundo, y el Joinville Esporte Clube.
Fundada a mediados del Siglo XIX por inmigrantes alemanes en su mayoría, la ciudad aun alberga tradición germánica tanto en su cultura, arquitectura y gastronomía.

## Historia
Los primeros habitantes de la región de Joinville fueron los tupis-guaraníes. Practicaban la agricultura, así como la pesca y la recolección de moluscos para satisfacer sus necesidades. Los indicios de su presencia se encontraron en más de 40 sitios arqueológicos del municipio, cuyos registros datan del 6000 a. C.
Como innumerables otras ciudades del Brasil, la historia de Joinville está ligada a la colonización europea. El día 9 de marzo de 1851, llegaron a "Colônia Dona Francisca" los primeros 191 inmigrantes, de los cuales 117 eran alemanes y suizos, y los demás noruegos.
La "Colônia Dona Francisca" fue fundada donde hoy se localiza la ciudad, ya que la Princesa Francisca de Braganza, hija de Don Pedro I, recibió estas tierras como regalo de casamiento, un día 1 de mayo de 1843, con Francisco de Orleans, el príncipe de Joinville.
Con destronamiento de su padre, el Príncipe de Joinville comenzó a sufrir dificultades económicas en 1848, cuando entonces el dueño de la Sociedad Colonizadora Hamburguesa, el senador alemán Christian Matthias Schröder compró al procurador del príncipe Leonce Aubé, ocho de las veinticinco leguas recibidas como regalo de casamiento.
El príncipe jamás conoció la ciudad que futuramente llevaría su nombre. La casa que en aquel entonces fue construida para los príncipes, actualmente puede ser visitada en el "Museo Nacional de Inmigración y Colonización Palacio de los Príncipes de Joinville".
Entre las décadas del 50 y 80, la ciudad se dedicó esencialmente a la industria, pasando a ser conocida como la "Mánchester catarinense".

## Geografía
Latitud: 26°18′5″ S
Longitud: 48°50′38″ O

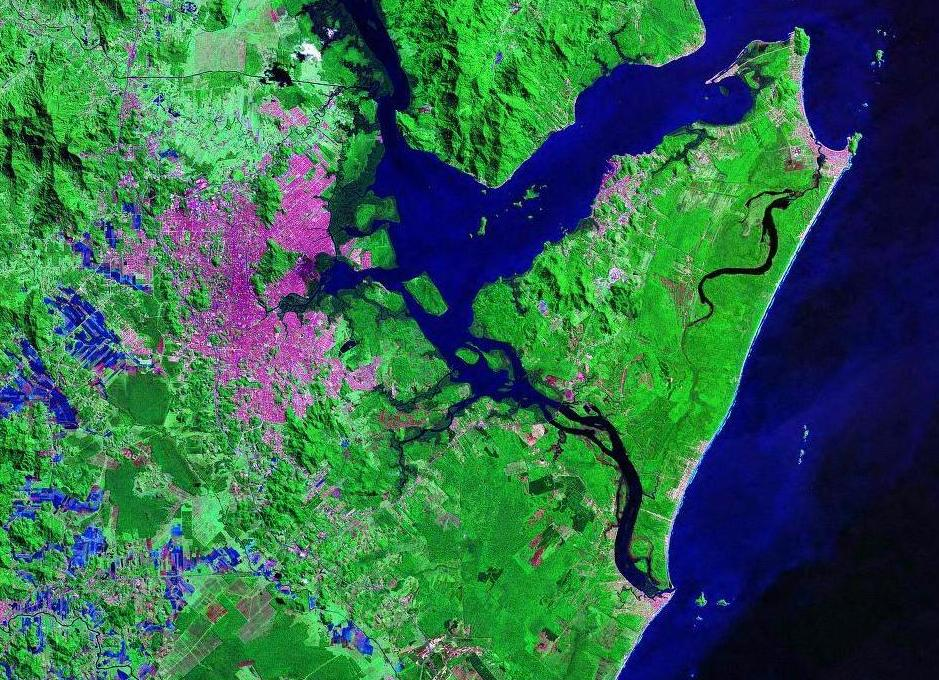
Foto del satélite (EEI) donde puede ser visto en el centro (en color rosado) la ciudad de Joinville y a su derecha la Bahía de Babitonga y la isla de São Francisco do Sul.

El municipio es el polo de la microrregión nordeste del Estado de Santa Catarina.
El río Cachoeira pasa por el centro de la ciudad y desemboca en la Bahía de Babitonga. El municipio aún cuenta con un extenso Manglar.
La ciudad es en general plana en cercanías de la bahía, con algunas elevaciones a medida que se va alejando. La altura de la ciudad es de 4,5 metros. Hay sierras en los alrededores de la ciudad. El área en torno al río Cachoeira esta completamente urbanizada.
El punto más alto es el "Pico Serra Queimada", con 1.325 metros. La vegetación en los alrededores de la ciudad y las es la conocida como mata Atlántica.
Joinville es el tercer mayor polo industrial del sur de Brasil. La región produce 13,6% del PBI global del Estado de Santa Catarina.

### Barrios de Joinville
| - Adhemar García - América - Anita Garibaldi - Atiradores - Aventureiro - Boa Vista - Boehmerwald - Bom Retiro - Bucarein - Centro - Comasa - Costa e Silva - Dona Francisca - Espinheiros | - Fátima - Floresta - Glória - Guanabara - Iririú - Itaum - Itinga - Itoupava Açu - Jardim Iririú - Jardim Paraíso - Jardim Sophia - Jarivatuba - João Costa - Morro do Meio | - Nova Brasília - Paranaguamirim - Parque Guaraní - Petrópolis - Pirabeiraba-centro - Rio Bonito - Rio Velho - Saguaçu - Santa Catarina - Santo Antônio - São Marcos - Vila Cubatão - Vila Nova - Zona Industrial Norte | - Zona Industrial Tupy |

## Cultura
La ciudad recibió los títulos de "Ciudad de los Príncipes", "Ciudad de las Bicicletas" y "Ciudad de las Flores".
Joinville se caracteriza por ser una ciudad rica en danzas: El "Festival de Danza" de la ciudad es conocido nacionalmente y la ciudad posee la única filial del Ballet Bolshoi fuera de Rusia.
Además de la Lengua Nacional, el portugués, otros idiomas de origen europeo son hablados por la población joinvilense: el alemán y el italiano.

## Ciudades hermanas
- Zhengzhou, China
- Chesapeake, Estados Unidos
- Spišska Nová Ves, Eslovaquia
- Langenhagen, Alemania
- Joinville-le-Pont, Francia
- Schaffhausen, Suiza[6]